# سسک برگی
سسک برگی (نام علمی: Phylloscopus) نام یک سرده از تیره سسک‌های برگی است.